# 創造韓国党
創造韓国党（そうぞうかんこくとう、韓国語: 창조한국당）は、かつて存在した韓国の政党。

## 概要

### 党結成と大統領選挙
2007年12月の韓国大統領選挙に向け、柳韓キンバリー前社長で与党系の文国現（ムン・グヒョン）が中心となって結成された。社会自由主義的な政策を掲げて選挙に臨んだが、12月19日に行なわれた大統領選挙で文候補の得票率は6%弱にとどまり、順位では当選者の李明博（イ・ミョンバク）：ハンナラ党、鄭東泳（チョン・ドンヨン）：大統合民主新党、李会昌（イ・フェチャン）：無所属に次ぐ4位で敗北を余儀なくされたが、民主労働党の権永吉候補（3.0％）を上回り、20代では約15%の支持を集めた。

### 第18代総選挙
大統領選挙翌年の2008年3月2日に国会内で記者会見し、｢李明博政権の事実上の第二人者であり代理人と言える李在五（イ・ジェオ）議員を相手に戦って勝つことが人と環境を守ってきた私の任務だと考えている｣と述べ、4月9日に予定されている総選挙に代表の文国現がソウル特別市恩平区乙選挙区から出馬する意向を示した。また比例代表では、移住女性の人権保護と偏見を解消するため、として韓国人の夫と結婚して韓国に移住した英語講師のフィリピン人女性を候補として擁立することを10日の国会のブリーフィングで決定した。4月9日の総選挙では恩平乙選挙区から出馬した文国現がハンナラ党の李在五を破って当選、比例代表で2議席、合わせて3議席を獲得した。なお、フィリピン出身の女性候補は落選した。

### 先進党と院内交渉団体
第18代国会開催を目前にした、2008年5月23日に自由先進党（以下先進党）の李会昌総裁と文代表が国会内で会合を持ち、｢先進党と創造韓国党は大運河阻止、権益主権と国民の健康権確保が前提の米国産牛肉輸入、中小企業活性化を目指し共同努力することで意をまとめ、交渉団体を共同構成することにした」と合意文を発表し、両党で院内交渉団体を構成することに合意した。先進党では両党の統合も模索しているが、それについては難色を示している。また、｢正統保守｣を自認する先進党と、｢創造的な進歩」（中道左派）を模索している創造韓国党が、院内交渉団体の構成するために手を組んだことに対しては、原則の無い離合集散との批判もあった。8月6日、李会昌総裁と文国現代表が共同院内交渉団体構成に合意し、院内交渉団体｢先進と創造の集まり｣を発足させることになった。しかし、李議員の議席を引き継いだ柳元一議員は、先進党とのアイデンティティーが異質との理由で「先進と創造の集まり」への参加を拒否した。その後、共同で交渉団体を構成している先進党の沈大平代表が李会昌総裁の党運営に反発して同党を離党したことで、「先進と創造の集まり」は交渉団体資格を喪失した。

### 文代表、議員職喪失
比例代表で当選した李漢正議員は「候補に登録される前に詐欺や恐喝などの前科を公表しなかった」として落選者から起こされた当選無効訴訟で敗訴（12月11日）し、議員職を喪失した。そして、文代表も、李漢正議員から献金を受け取った公職選挙法違反容疑で在宅起訴され、2008年12月5日、ソウル中央地裁で懲役8ヶ月と執行猶予2年の判決を言い渡された。翌2009年10月22日には大法院において原審判決が確定され、文代表は議員職を喪失することとなった
。このため、文氏は代表の職も辞任し、11月20日に外交官出身の宋永吾（ソン・ヨンオ）が後任の代表に就任した（2010年7月迄の任期）。

### 新代表選出と民主進歩統合政党への参与
2010年5月17日、この日行われた臨時党大会にて党執行部を選出するための選挙が行われ、最多得票を得たコ・ソンギョンが新たな代表に選出された。
2011年11月20日、民主党を中心とする野党統合（民主進歩統合政党）に参加する政党や政治勢力が結集した「民主進歩統合政党発足連席会議」の会議が行われ、創造韓国党もこの席に参加したが、12月16日に結成された民主統合党には参加しなかった。しかし2012年1月5日、党幹部25名が民主統合党に集団入党、1月25日には党議員1名が野圏統合政党への参加を理由として離党を表明、創造韓国党は事実上の解党状態に陥った。
4月に行われた第19代総選挙では、地域区と比例代表の双方で当選者を出すことができず、政党得票も0.43%（9万1875票）に留まり、政党法の規定で自動的に解散することになった。

## 綱領と政策

### 綱領
1. 信頼社会を作って社会的連帯の価値を具現化する。
2. 知識と政治の経済基盤を造成する。
3. 民族の文化的同質性を回復して平和統一を進める。
4. 生産的福祉を実現して生活の質向上を追い求める。
5. 未来世代の必要性を尊重しながら持続可能な社会を構築する
6. 公教育を内実化して生涯教育体制を完備する。
7. 多元的価値と両性平等,老人を敬う配慮社会を作って行く。
8. 人文精神の発展と 文化的多様性を追求する。
9. 北東アジア経済協力体制を実現して世界平和秩序の定着に貢献する。

出典：「創造韓国党綱領」から翻訳をした。

## 党勢推移

### 大統領選挙
| 年月日         | 代               | 候補者 | 得票率 | 当落        |
| -------------- | ---------------- | ------ | ------ | ----------- |
| 2007年12月19日 | 第17代大統領選挙 | 文国現 | 5.6％  | 落選（4位） |

### 総選挙
| 年月日        | 代           | 議席数 | 議席数 | 議席数    | 得票率 （比例代表） |
| 年月日        | 代           | 合計   | 地域区 | 比例 代表 | 得票率 （比例代表） |
| ------------- | ------------ | ------ | ------ | --------- | ------------------- |
| 2008年4月9日  | 第18代総選挙 | 3      | 1      | 2         | 3.8%                |
| 2012年4月11日 | 第19代総選挙 | 0      | 0      | 0         | 0.43%               |